# مرثیه‌ای بر یک رؤیا
مرثیه‌ای بر یک رؤیا (به انگلیسی: Requiem for a Dream) فیلمی در ژانر درام روانشناسانه محصول سال ۲۰۰۰ میلادی است که توسط شرکت آمریکایی آرتیسان اینترتیمنت انتشار یافت. این فیلم با کارگردانی دارن آرونوفسکی و بازیگری الن برستین، جرد لتو، جنیفر کانلی و مارلون وینز ساخته شده‌است. نویسندگی فیلمنامه آن نیز با همکاری دارن آرنوفسکی و هوبرت سلبی جونیور بر اساس رمانی به همین نام که هوبرت سلبی نگاشته بود، صورت گرفته‌است. این رمان در سال ۱۳۹۹ به زبان فارسی ترجمه شده‌است.
این فیلم چهار شخصیت اصلی داستان را جداگانه اما در ارتباط با یکدیگر نشان می‌دهد که اعتیاد آنان را در دنیایی از توهم و درماندگی ناگهانی گرفتار می‌کند و نیز چگونگی تغییر وضعیت جسمی و روانی بر اثر سوءمصرف مواد را به تصویر می‌کشد.
مرثیه‌ای بر یک رؤیا در جشنواره کن ۲۰۰۰ به نمایش درآمد و نظر اکثر منتقدان را به خود جلب کرد. الن برستین برای ایفای نقش در این فیلم نامزد جایزه اسکار بهترین بازیگر نقش اول زن شد. در رتبه‌بندی آی‌ام‌دی‌بی این فیلم در میان ۲۵۰ فیلم برتر تاریخ سینما قرار گرفت.

## داستان
فیلم داستان چهار شخصیت اصلی را در مشهر نیویورک، در طول فصول تابستان، پاییز و زمستان روایت می‌کند، که هر یک به نوعی درگیر اعتیاد و جستجوی رؤیاهای خود هستند.
سارا گلدفارب (با بازی الن برستین)، یک زن بیوه سالخورده است که زندگی‌ای تنها و بی‌هدف دارد و بیشتر وقت خود را به تماشای تلویزیون می‌گذراند. وقتی تماسی از یک برنامه تلویزیونی محبوب دریافت می‌کند که به او پیشنهاد حضور در برنامه را می‌دهند، به شدت هیجان‌زده می‌شود. او تصمیم می‌گیرد برای این حضور وزن کم کند و به مصرف قرص‌های رژیمی (آمفتامین) روی می‌آورد. این قرص‌ها در ابتدا به او انرژی و انگیزه می‌دهند، اما به تدریج او را به توهمات، پارانویا و در نهایت به یک وضعیت روانی بسیار ناپایدار سوق می‌دهند.
هری گلدفارب (با بازی جرد لتو)، پسر سارا، یک معتاد به هروئین است که در رویای یک زندگی بهتر به همراه دوست‌دخترش، ماریون سیلور (با بازی جنیفر کانلی)، و بهترین دوستش، تایرون سی. لاو (با بازی مارلون وینز)، به سر می‌برد. آن‌ها پول خود را صرف خرید مواد مخدر می‌کنند و برای کسب درآمد به فروش مواد روی می‌آورند تا رؤیای باز کردن یک بوتیک لباس توسط ماریون محقق شود. هری به ماریون و تایرون عشق می‌ورزد، اما اعتیاد او را در اولویت قرار می‌دهد.
ماریون سیلور (با بازی جنیفر کانلی)، دوست‌دختر هری، دختری هنرمند و با استعداد است که در رویای گالری هنری خود و طراحی لباس غرق شده است. اما او نیز به هروئین اعتیاد دارد و به تدریج برای تأمین هزینه مواد مخدر، از خانواده‌اش پول قرض می‌گیرد و در نهایت به کارهایی تن می‌دهد که هرگز تصورش را نمی‌کرد، از جمله تن فروشی.
تایرون سی. لاو (با بازی مارلون وینز)، دوست صمیمی هری و نیز یک معتاد است. او در دوران کودکی با مشکلات نژادی و تبعیض روبرو بوده و در رویای ثروتمند شدن و رهایی از فقر و مشکلات اجتماعی به سر می‌برد. تایرون همراه هری وارد دنیای فروش مواد می‌شود، اما با مشکلاتی از قبیل درگیری با باندهای رقیب و دستگیری توسط پلیس مواجه می‌گردد که او را به زندان و در نهایت به کارهای شاق وادار می‌کند.
با پیشرفت فصول، زندگی هر چهار شخصیت به طرز فاجعه‌باری رو به زوال می‌رود. سارا در دام توهمات شدید و شوک‌درمانی گرفتار می‌شود و ارتباطش با واقعیت را از دست می‌دهد. هری به دلیل عفونت شدید بازو، مجبور به قطع عضو می‌شود. ماریون برای تأمین مواد مخدر به کارهای تحقیرآمیز و جنسی روی می‌آورد. تایرون نیز در زندان به دلیل مشکلات روانی ناشی از ترک اعتیاد و آزار و اذیت، دچار جنون می‌شود. فیلم با صحنه‌هایی دلخراش از سقوط نهایی هر یک از شخصیت‌ها به پایان می‌رسد که نشان‌دهنده تحقق‌نیافتن رؤیاهایشان و اسارت آن‌ها در چنگال اعتیاد است.

## تولید

### پیش‌تولید و توسعه
دارن آرونوفسکی از زمان انتشار رمان مرثیه‌ای برای یک رویا در سال ۱۹۷۸، شیفته آن شده بود. او این رمان را یکی از تأثیرگذارترین کتاب‌هایی می‌دانست که تا به حال خوانده است. پس از موفقیت فیلم اول خود، پی (Pi) در سال ۱۹۹۸، آرونوفسکی فرصت یافت تا پروژه اقتباس از رمان سلبی جونیور را به مرحله تولید برساند. او با هوبرت سلبی جونیور، نویسنده رمان، همکاری نزدیکی داشت تا فیلم‌نامه را با حفظ لحن و روح اصلی کتاب، به تصویر بکشد.
هدف اصلی آرونوفسکی این بود که اعتیاد را نه تنها به مواد مخدر، بلکه به هر نوع وابستگی (مثل اعتیاد به تلویزیون یا رژیم غذایی) به تصویر بکشد و نشان دهد که چگونه این وابستگی‌ها می‌توانند رؤیاهای افراد را به کابوس تبدیل کنند. بودجه فیلم نسبتاً کم و حدود ۴٫۵ میلیون دلار بود، که آرونوفسکی را مجبور کرد تا از خلاقیت‌های بصری و تدوین هوشمندانه برای جبران محدودیت‌ها استفاده کند.

### انتخاب بازیگران
انتخاب بازیگران برای نقش‌های اصلی با دقت زیادی انجام شد. دارن آرونوفسکی در ابتدا الن برستین را برای نقش سارا گلدفارب در نظر داشت، اما در ابتدا برستین به دلیل عدم تمایل به بازی در نقش‌های آسیب‌دیده، مردد بود. اما پس از ملاقات با آرونوفسکی و اطمینان از دیدگاه او نسبت به شخصیت، پذیرفت. او برای این نقش، نزدیک به ۲۰ کیلوگرم وزن کم کرد و برای رسیدن به چهره‌ای لاغرتر، پروتزهایی در دهانش قرار داد. بازی او به عنوان یک زن گرفتار توهمات ناشی از اعتیاد به قرص‌های رژیمی، یکی از نقاط قوت اصلی فیلم به شمار می‌رود.
جرد لتو برای نقش هری گلدفارب انتخاب شد. او برای آمادگی در این نقش، برای مدتی با معتادان واقعی در بروکلین زندگی کرد و وزن زیادی از دست داد تا به ظاهر یک فرد معتاد نزدیک شود. او همچنین برای درک بهتر وضعیت هری، مدتی را در خیابان‌ها به سر برد.
جنیفر کانلی برای نقش ماریون سیلور و مارلون وینز برای نقش تایرون سی. لاو انتخاب شدند. کانلی برای این نقش به بررسی دنیای معتادان و فقر پرداخته و وینز نیز از تجربیات شخصی خود برای به تصویر کشیدن جنبه‌های آسیب‌پذیر تایرون استفاده کرد.

### فیلم‌برداری و تدوین
فیلم‌برداری «مرثیه‌ای برای یک رویا» توسط متیو لیباتیک انجام شد. آرونوفسکی و لیباتیک از تکنیک‌های بصری منحصر به فردی برای ایجاد فضای آزاردهنده و پویا استفاده کردند. از جمله این تکنیک‌ها می‌توان به موارد زیر اشاره کرد:
- هیپ‌هاپ مونتاژ (Hip-hop montage): این تکنیک شامل برش‌های بسیار سریع، زوم‌های ناگهانی، و صداگذاری پرسرعت است که برای نمایش مراحل مصرف مواد مخدر و اوج‌گیری اعتیاد به کار می‌رود و حس سرخوشی کاذب و سپس سقوط را به بیننده منتقل می‌کند.
- اسپلیت دیوپتر (Split Diopter): استفاده از لنزی که اجازه می‌دهد همزمان هم پیش‌زمینه و هم پس‌زمینه تصویر واضح باشند، که حس فشرده بودن و عدم وضوح شخصیت‌ها را القا می‌کند.
- شات‌های بازوی متحرک (Snorricam): دوربینی که به بدن بازیگر متصل می‌شود و باعث می‌شود بازیگر ثابت بماند در حالی که محیط اطراف او در حال حرکت است. این تکنیک به خوبی حس بیگانگی و جدایی شخصیت‌ها از واقعیت را نشان می‌دهد.
- پالت رنگی: استفاده از رنگ‌های تیره، گرم، و گاهی اشباع‌شده برای صحنه‌های مربوط به اعتیاد و رنگ‌های سرد و بی‌روح برای لحظات معمولی زندگی شخصیت‌ها.[۱۳]

تدوین فیلم توسط جی. راب ادسون صورت گرفت و نقش حیاتی در انتقال پیام فیلم ایفا کرد. تدوین سریع و بی‌رحمانه، همراه با تکرار نماهای مشخص، به نمایش سقوط شخصیت‌ها به عمق اعتیاد کمک می‌کند و تأثیر روانی مخربی بر بیننده می‌گذارد.

## بازیگران
- الن برستین (سارا گلدفارب)
- جرد لتو (هری گلدفارب)
- جنیفر کانلی (ماریون سیلور)
- مارلون وینس (تیرون سی لاو)
- لوئیز لسر (اِیدا)
- مارک مارگولیس (آقای رابینوویتز)
- کیث دیوید (بیگ تیم)
- دیلن بیکر (دکتر جنوبی)
- بن شنکمن (دکتر اسپنسر)

## مضامین
«مرثیه‌ای برای یک رویا» به دلیل پرداختن به مضامین عمیق و آزاردهنده پیرامون اعتیاد و پیامدهای آن، مورد تحلیل‌های فراوان قرار گرفته است.

### اعتیاد و تباهی
موضوع اصلی فیلم، اعتیاد در اشکال مختلف آن است: اعتیاد به مواد مخدر (هروئین)، اعتیاد به قرص‌های رژیمی (آمفتامین)، و حتی اعتیاد به تلویزیون و رؤیای شهرت. فیلم نشان می‌دهد که چگونه هر نوع وابستگی می‌تواند زندگی فرد را به تباهی بکشاند و او را از واقعیت و عزیزانش دور کند. تمرکز بر چهار شخصیت با اعتیادهای متفاوت، جامعیت این معضل را به تصویر می‌کشد و تأکید می‌کند که هیچ‌کس از دام آن در امان نیست.

### رؤیاها و آرزوهای بربادرفته
عنوان فیلم به «مرثیه‌ای برای یک رویا» اشاره دارد؛ هر چهار شخصیت در ابتدای داستان دارای رؤیاها و آرزوهایی هستند که به آن‌ها انگیزه می‌دهد: سارا رؤیای حضور در تلویزیون، هری و ماریون رؤیای باز کردن بوتیک، و تایرون رؤیای ثروت و رهایی از گذشته. اما اعتیاد، به تدریج این رؤیاها را نابود می‌کند و آن‌ها را در چرخه‌ای از پوچی و سقوط گرفتار می‌سازد. فیلم در نهایت به این نتیجه می‌رسد که رؤیاها بدون تلاش سالم و کنترل‌شده، می‌توانند به کابوس تبدیل شوند.

### تنهایی و ازخودبیگانگی
سارا، شخصیت اصلی، نمونه بارز تنهایی و ازخودبیگانگی در جامعه مدرن است. او با تلویزیون به عنوان تنها همراه خود ارتباط برقرار می‌کند و رؤیای حضور در آن، به او حس تعلق و هدف می‌دهد. اما با پیشرفت اعتیاد، او حتی از این ارتباط نیز محروم می‌شود و به انزوای کامل کشیده می‌شود. این موضوع به این ایده اشاره دارد که در جامعه‌ای که ارتباطات واقعی کم‌رنگ شده‌اند، افراد به دنبال راه‌هایی برای فرار از تنهایی می‌گردند که گاهی اوقات آن‌ها را به سمت اعتیاد سوق می‌دهد.

### خشونت و زوال انسانی
فیلم به شکلی بی‌رحمانه و بی‌پرده به نمایش خشونت (چه فیزیکی و چه روانی) و زوال انسانی ناشی از اعتیاد می‌پردازد. صحنه‌های گرافیکی از تزریق مواد مخدر، قطع عضو، خودفروشی، و آزار روانی، تأثیر عمیقی بر بیننده می‌گذارند. این خشونت نه تنها در اعمال شخصیت‌ها، بلکه در فضای کلی فیلم و تدوین سریع آن نیز مشهود است که حس اضطراب و فروپاشی را منتقل می‌کند.

## پذیرش

### گیشه
«مرثیه‌ای برای یک رویا» در گیشه عملکرد متوسطی داشت. فیلم در تاریخ ۱۴ مه ۲۰۰۰ در جشنواره فیلم کن به نمایش درآمد و سپس در ۲۷ اکتبر ۲۰۰۰ به صورت محدود در ایالات متحده اکران شد. با بودجه‌ای حدود ۴٫۵ میلیون دلار، فیلم در نهایت به فروش جهانی ۷٫۳ میلیون دلار دست یافت. این فیلم به دلیل ماهیت تلخ، خشونت‌آمیز و غیرتجاری‌اش، هرگز به موفقیت گسترده تجاری دست پیدا نکرد، اما به مرور زمان به یک فیلم کالت تبدیل شد.

### واکنش منتقدان
«مرثیه‌ای برای یک رویا» پس از اکران با استقبال گسترده منتقدان روبرو شد و برای سبک بصری نوآورانه، کارگردانی قدرتمند آرونوفسکی، و بازی‌های برجسته بازیگران مورد تحسین قرار گرفت. در وب‌سایت راتن تومیتوز، فیلم بر اساس ۱۴۲ نقد، امتیاز ۷۸٪ را کسب کرده و میانگین نمره ۷٫۴/۱۰ را داراست. اجماع منتقدان این وب‌سایت بیان می‌کند که ««مرثیه‌ای برای یک رویا» فیلمی قدرتمند و بی‌رحمانه است که از نظر بصری خیره‌کننده، احساسی و عمیقاً آزاردهنده است.» در وب‌سایت متاکریتیک، فیلم بر اساس ۳۲ نقد، امتیاز ۶۸ از ۱۰۰ را کسب کرده است که نشان‌دهنده «نقدهای عموماً مطلوب» است.
راجر ایبرت، منتقد سرشناس، به فیلم ۴ ستاره کامل داد و آن را «اثری درخشان و خشن» خواند که با قدرت تمام، سقوط شخصیت‌ها را به تصویر می‌کشد. بسیاری از منتقدان، بازی الن برستین را نقطه‌عطف فیلم دانستند و آن را یکی از بهترین بازی‌های کارنامه او تلقی کردند. صحنه‌های هیپ‌هاپ مونتاژ و تدوین سریع فیلم نیز از جمله نقاط قوت تکنیکی بودند که مورد توجه قرار گرفتند.

### تأثیر فرهنگی و میراث
«مرثیه‌ای برای یک رویا» به مرور زمان به یکی از تأثیرگذارترین و شناخته‌شده‌ترین فیلم‌ها در ژانر خود تبدیل شد. این فیلم به دلیل نمایش بی‌پرده و گرافیکی از اعتیاد، اغلب به عنوان یک ابزار آموزشی در برنامه‌های پیشگیری از سوءمصرف مواد مخدر استفاده می‌شود. سبک بصری و تدوین نوآورانه آرونوفسکی در این فیلم، الهام‌بخش بسیاری از فیلم‌سازان و موزیک‌ویدئوها پس از آن شد.
موسیقی متن فیلم، به ویژه قطعه «Lux Aeterna» اثر کلینت منسل، به شهرت جهانی رسید و به یکی از محبوب‌ترین قطعات موسیقی متن در تاریخ سینما تبدیل شد. این قطعه در تریلرهای فیلم‌های متعددی و حتی در رویدادهای ورزشی و برنامه‌های تلویزیونی استفاده شده است، که نشان‌دهنده تأثیر ماندگار آن بر فرهنگ عامه است. این فیلم به دلیل ماهیت تکان‌دهنده و فراموش‌نشدنی خود، به عنوان یکی از مهم‌ترین آثار سینمای مستقل آمریکا در دهه ۲۰۰۰ شناخته می‌شود.

## جوایز
| مراسم                           | سال  | بخش                           | نامزد / برنده                      | نتیجه    |
| ------------------------------- | ---- | ----------------------------- | ---------------------------------- | -------- |
| جایزه اسکار                     | ۲۰۰۱ | بهترین بازیگر نقش اول زن      | الن برستین                         | نامزدشده |
| جایزه گلدن گلوب                 | ۲۰۰۱ | بهترین بازیگر زن فیلم درام    | الن برستین                         | نامزدشده |
| جایزه ایندیپندنت اسپیریت        | ۲۰۰۱ | بهترین کارگردان               | دارن آرونوفسکی                     | نامزدشده |
| جایزه ایندیپندنت اسپیریت        | ۲۰۰۱ | بهترین بازیگر نقش اول زن      | الن برستین                         | نامزدشده |
| جایزه ایندیپندنت اسپیریت        | ۲۰۰۱ | بهترین فیلم‌برداری             | متیو لیباتیک                       | نامزدشده |
| جایزه انجمن منتقدان فیلم شیکاگو | ۲۰۰۱ | بهترین بازیگر نقش اول زن      | الن برستین                         | پیروز    |
| جوایز فیلم آنلاین               | ۲۰۰۱ | بهترین تدوین                  | جی. راب ادسون                      | پیروز    |
| جوایز فیلم آنلاین               | ۲۰۰۱ | بهترین موسیقی متن             | کلینت منسل                         | پیروز    |
| جوایز فیلم آنلاین               | ۲۰۰۱ | بهترین بازیگر نقش اول زن      | الن برستین                         | پیروز    |
| جایزه ستلایت                    | ۲۰۰۱ | بهترین بازیگر نقش اول زن درام | الن برستین                         | نامزدشده |
| جایزه ستلایت                    | ۲۰۰۱ | بهترین فیلم درام              | مرثیه‌ای برای یک رویا               | نامزدشده |
| جایزه ستلایت                    | ۲۰۰۱ | بهترین کارگردان               | دارن آرونوفسکی                     | نامزدشده |
| جایزه ستلایت                    | ۲۰۰۱ | بهترین فیلم‌نامه اقتباسی       | دارن آرونوفسکی و هوبرت سلبی جونیور | نامزدشده |
| جشنواره فیلم کن                 | ۲۰۰۰ | نخل طلا                       | دارن آرونوفسکی                     | نامزدشده |